# Terracotta (matériau)
Pour les articles homonymes, voir terracotta.
Le terme italien terracotta désigne le matériau (littéralement terre cuite) qui permet de fabriquer des objets divers : tuiles, vases, sculptures...

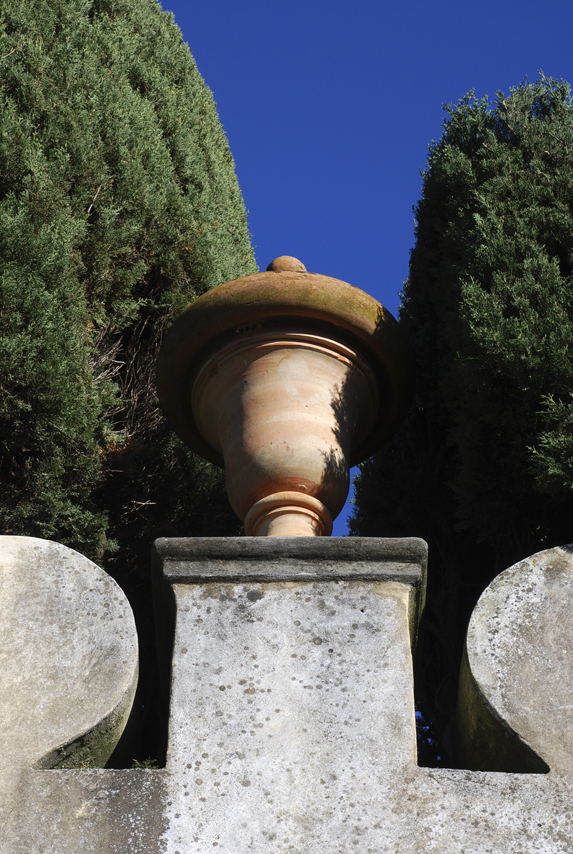
Poterie terracotta, Villa Capponi, Toscane.

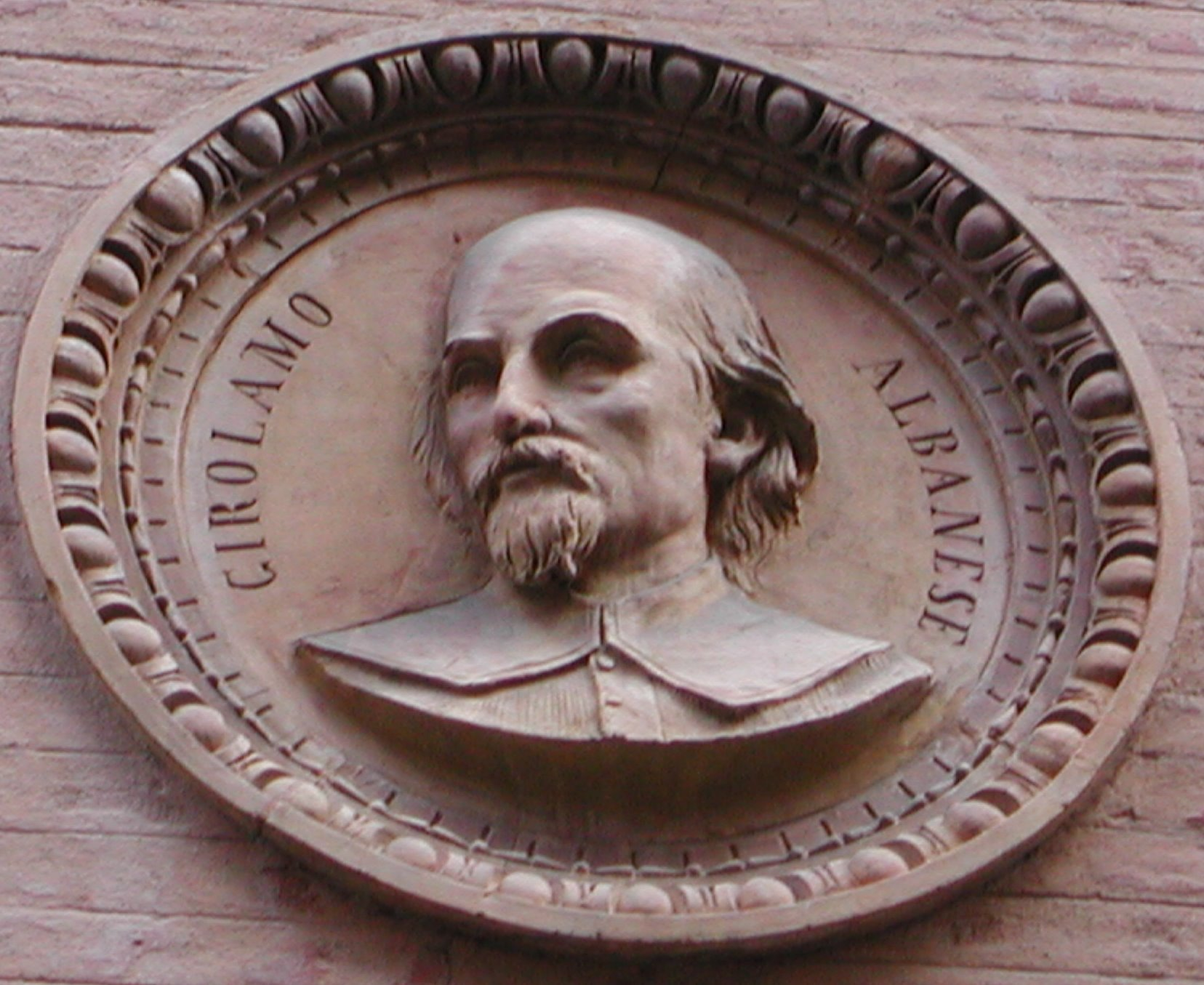
Buste de Girolamo Albanese au Palazzo Thiene.

Par métonymie, terracotta peut désigner la poterie souvent utilitaire qu'on en tire, de facture brute, et  la couleur terracotta de ces objets.

## En Italie
Matière utilisée depuis les Étrusques (poteries, urnes et Sarcophage des Époux, bas-reliefs historiés de Poggio Civitate), elle reste en vigueur pendant l'Empire romain  jusqu'à la Renaissance pour l'expression artistique.

### Sculpture
De la fabrication d'objets utilitaires, la plupart du temps tournés, la terracotta brute devient  à la Renaissance italienne une matière plus facile à travailler, pour la composition de sculptures en bas-relief, que le marbre.
De nombreux médaillons ornent les façades des palais florentins. Ils représentent des objets symboliques (armoiries) ou des bustes de personnalités.

### Architecture
L'architecture s'en empare également pour les mêmes raisons, pour des rosaces de cathédrales ou des frontons de palais.
|  |  |

### Terracotta invetriata

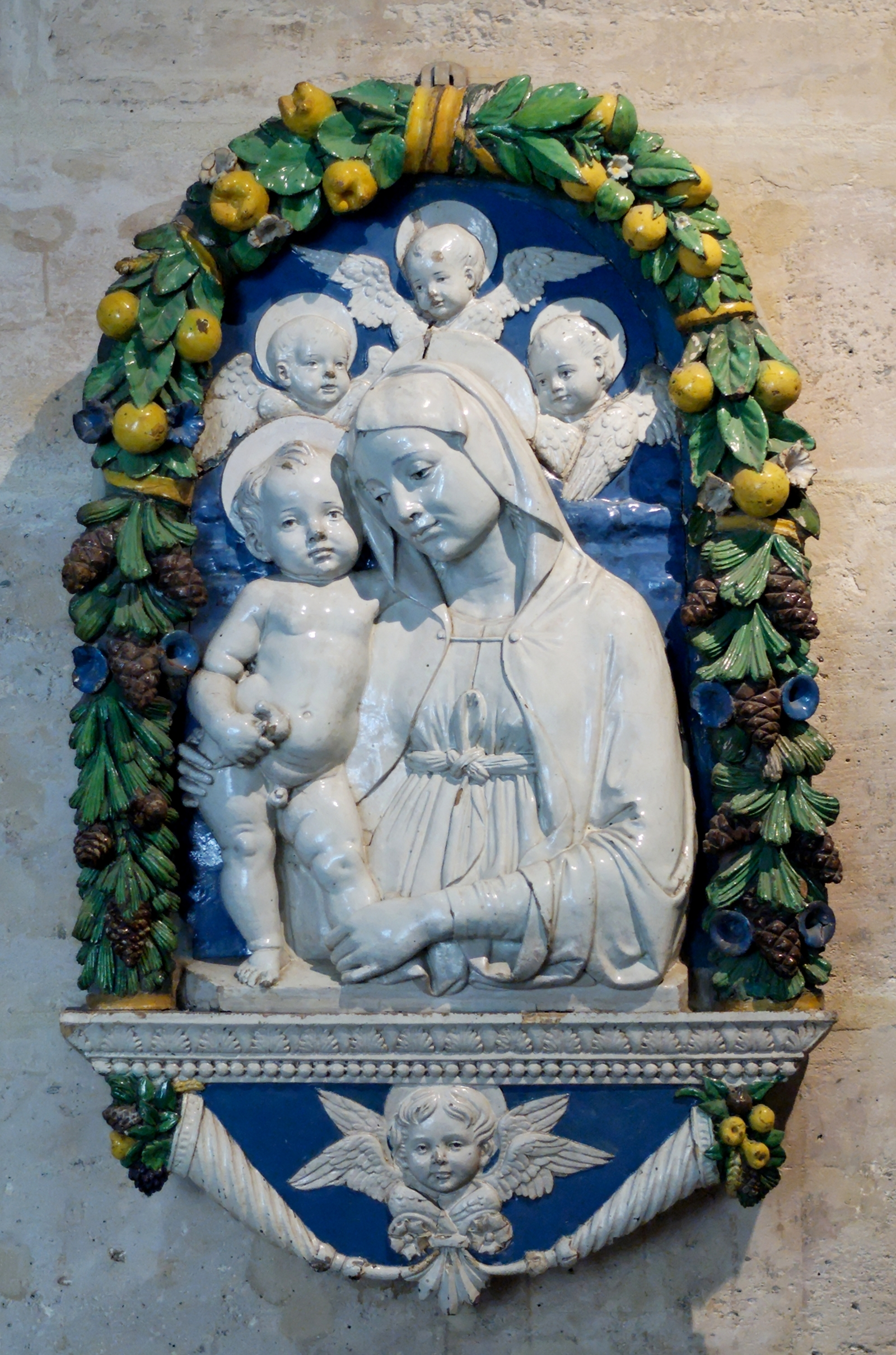
Madone aux chérubins d'Andrea della Robbia, musée du Louvre.

Elle est dite  terracotta invetriata quand il s'agit de celle  recouverte de céramique vernissée ou émaillée et ayant servi à réaliser des bas-reliefs  colorés, en particulier et presque exclusivement par l'atelier  des Della Robbia, famille d'artistes italiens de la Renaissance. 

### Fête
- Depuis 1999, comme chaque année à la fin du mois de mai, à Montelupo Fiorentino se déroule la « Fête de la terracotta [2] ».

## Honneur
Depuis le 15 janvier 2024, l'astéroïde (297314) Ilterracottaio est nommé en l'honneur d'« il terracottaio », personne qui produit de la poterie en argile et d'autres objets en argile, travail typique à Montelupo Fiorentino, la ville d'origine des découvreurs, Maura Tombelli et Andrea Boattini.